# Geringswalde
Geringswalde – miasto w Niemczech, w kraju związkowym Saksonia, w okręgu administracyjnym Chemnitz, w powiecie Mittelsachsen. W 2009 liczyło 4 707 mieszkańców.

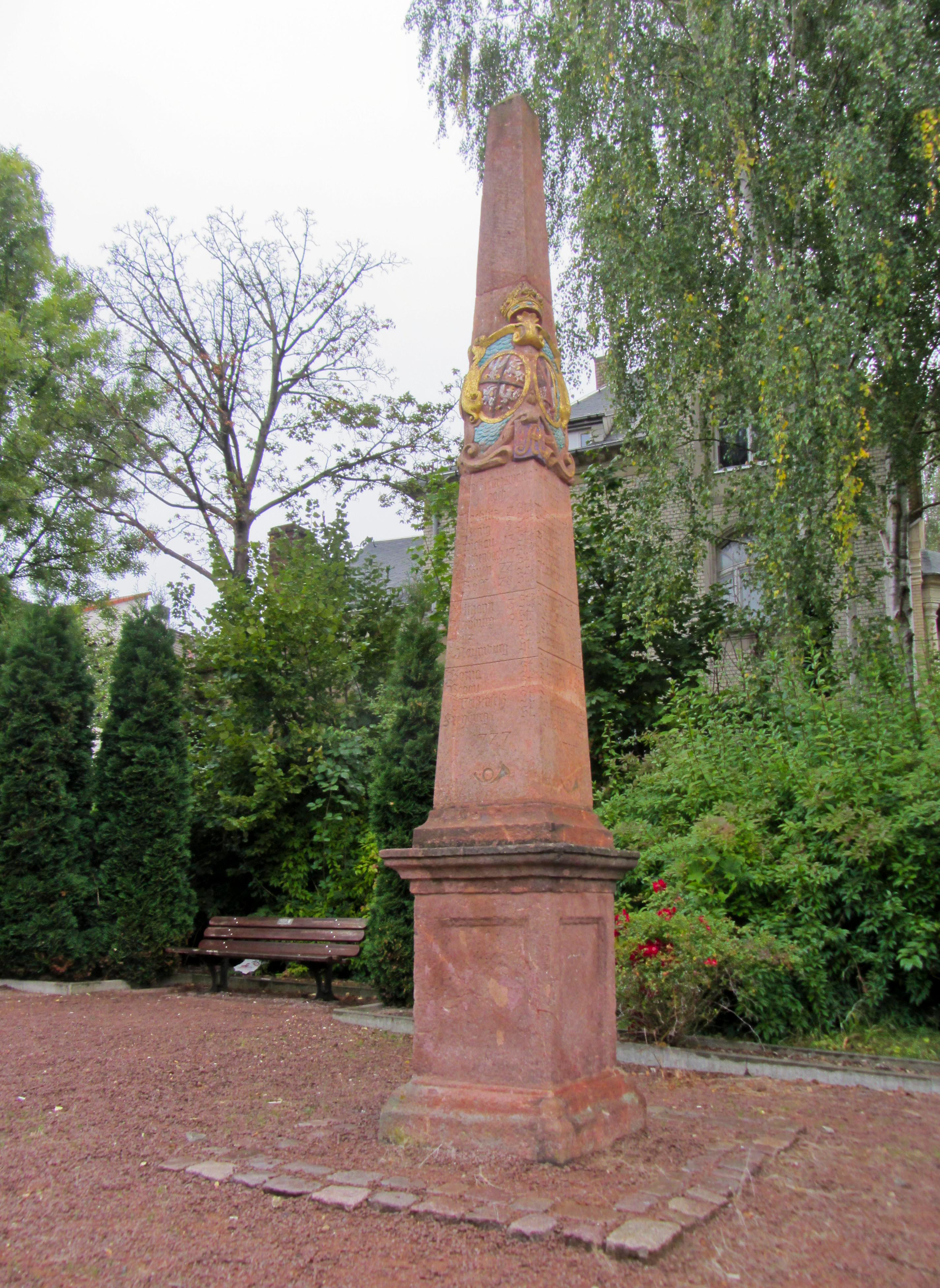
Słup dystansowy poczty polsko-saskiej z 1727 roku

W latach 1697–1706 i 1709–1763 miasto wraz z Elektoratem Saksonii było połączone unią z Polską, a w latach 1807–1815 wraz z Królestwem Saksonii unią z Księstwem Warszawskim. Za panowania króla Augusta II Mocnego w Geringswalde został postawiony pocztowy słup dystansowy z herbami Polski i Saksonii.